# Nova Iaroslavka, Șpola
Nova Iaroslavka (în ucraineană Нова Ярославка) este un sat în comuna Iaroslavka din raionul Șpola, regiunea Cerkasî, Ucraina.

## Demografie
Componența lingvistică a localității Nova Iaroslavka
     Ucraineană (97,56%)
     Rusă (2,44%)
Conform recensământului din 2001, majoritatea populației localității Nova Iaroslavka era vorbitoare de ucraineană (97,56%), existând în minoritate și vorbitori de rusă (2,44%).